# 大韓重石足球會
大韓重石足球會（韓語：대한중석 축구단）是一支曾經存在於大韩民国的企業足球隊，該隊於1956年在位於江原道寧越郡成由大韓重石公司成立，是大韓民國首個企業足球隊。在浦项钢铁會長朴泰俊的帶領下，該隊在1960年代迎來最輝煌的時期。1972年，由於公司政策要求球員每週只進行兩天的足球活動，球員們表示反對並提交辭職，最終解散。
1967年亞洲冠軍球會盃，大韓重石足球會首次代表南韓參加首屆亞洲最高水準的俱樂部足球比賽，準決賽以0比1不敵馬來西亞雪蘭莪。

## 榮譽
- 南韓國家半職業足球聯賽:

 冠軍（2）：1965, 1966